# بيلاف
بيلاف أو بلو ويُسمى في السعودية على وجه الخصوص بالرز البخاري هو طبق يطبخ فيه الأرز في مرق متبل. قد يصبح لون الأرز بنيا أو ذهبيا من خلال قلي الجزر أولاً في الزيت قبل إضافة المرق. يمكن إضافة البصل المطبوخ والخضروات الأخرى بالإضافة إلى مزيج من التوابل. تعتمد الإضافات على المأكولات المحلية، قد تحتوي أيضا على اللحوم والأسماك والخضروات والمعكرونة والفواكه المجففة.
ويعتقد أنه نشأ في الهند القديمة وانتشر من هناك إلى إيران القديمة، وهو شائع في دول البلقان والشرق الأوسط وأوروبا الشرقية وجنوب القوقاز ووسط وجنوب آسيا وشرق أفريقيا وأمريكا اللاتينية والبحر الكاريبي. وهو طعام أساسي وطبق شعبي في السعودية وأفغانستان وأرمينيا وأذربيجان وبنغلادش وكريت والهند وإيران وكازاخستان وكردستان وقرغيزستان ونيبال وباكستان وكينيا وتنزانيا وزنجبار وأوغندا وطاجيكستان وتركيا وتركستان وأوزبكستان.

## أصل الاسم
يسمى في الإنجليزية وغيرها من اللغات الأوربية بيلاف من اليونانية الحديثة بيلافي (πιλάφι)، والتي أتت من التركية بيلاف أو بيلاو pilav،  والتي أتت من الفارسية (پلو)، والهندية بولاو، من السنسكريتية بولاكا (بمعنى «كرة الأرز»). كما يسمى في أوزبكستان بلوف (Plov).
إن كتابة اللغة الإنجليزية البريطانية والكومنولث، pilau، لها أصل فارسي pulaw (بشكل palāv، pilāv، أو pulāv في القرن السادس عشر) والأردية pulāv ("طبق من الأرز واللحوم")، من الفارسية pulāv ("الأطباق الجانبية والتوابل واللحوم والخضروات وحتى الأرز العادي")، والتاميل Pulukku ("درافيدية (قارن التاميل puḷukku (صفة) مطهو على نار هادئة، (اسم) طعام مسلوق أو نصف مسلوق، puḷukkal أرز مطبوخ)؛ والتي بدورها ربما من السنسكريتية pulāka ("كرة من الأرز").
وسمي في السعودية بالبخاري نسبة لمن أتى به من الأوزبك البخاريين واستقر في السعودية.

## التاريخ
رغم أن زراعة الأرز انتشرت قبل ذلك بكثير من الهند إلى وسط وغرب آسيا، إلا أن أساليب طهي الأرز التي تقترب من الأساليب الحديثة لطهي الأرز انتشرت في عهد الخلافة العباسية في البداية عبر منطقة شاسعة من إسبانيا إلى أفغانستان، ثم إلى عالم أوسع في نهاية المطاف. وتطورت الباييلا الإسبانية، والبيلاو أو البولاو في جنوب آسيا، والبرياني من هذه الأطباق.

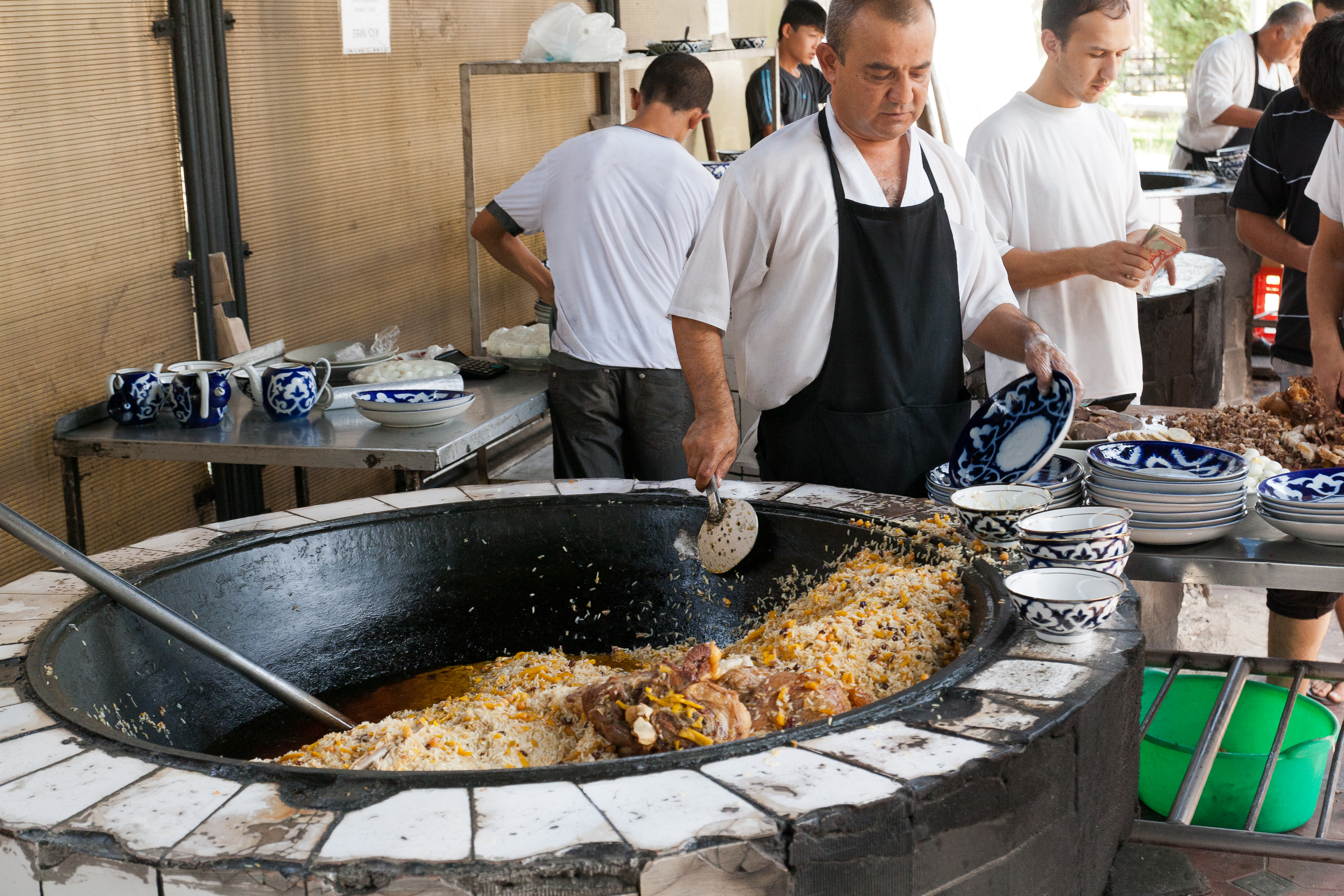
طبخ البلو في طشقند.

يذكر النص الهندوسي القديم ماهابهاراتا من شبه القارة الهندية الأرز واللحوم المطبوخة معًا. ووفقًا لأتشايا أيضًا، تستخدم كلمة «بولاو» أو «بالاو» للإشارة إلى الطبق في أعمال السنسكريتية القديمة، مثل ياجنافالكيا سمرتي. ومع ذلك، وفقًا لكتابي الطعام كولين تايلور سين وتشارلز بيري، والمنظر الاجتماعي أشيس ناندي، فإن هذه الإشارات لا ترتبط بشكل كبير بالمعنى والتاريخ الشائع الاستخدام في البيلاف، والذي يظهر في الروايات الهندية بعد فتوحات آسيا الوسطى في العصور الوسطى.
ذكر قُدِّم طبق بيلاف إلى الإسكندر الأكبر في مأدبة ملكيّة عقب أسره ماراكاندا (سمرقند الحديثة) عاصمة الصغد.

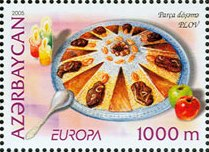
شيرين بلوف على طابع بريدي أذربيجاني

أول وصفة معروفة للبيلاف ذكرها العالم الفارسي في القرن العاشر ابن سينا، الذي كرس في كتبه في العلوم الطبية قسما كاملا لإعداد أطباق مختلفة، بما في ذلك عدة أنواع من البيلاف. ووصف ابن سينا مزايا وعيوب كل شيء يستخدم لإعداد الطبق. وبناء على ذلك، يعتبر الفرس أن ابن سينا هو «أب» البيلاف الحديث. تصف النصوص العربية في القرن الثالث عشر قوام البيلاف بأن الحبوب يجب أن تكون ممتلئة وصلبة إلى حد ما لتشبه حبات الفلفل دون أن تكون طرية، ويجب أن تكون كل حبة منفصلة دون تكتل.
مصدر رئيسي آخر لأطباق البرياني يأتي من الفيلسوف الإيراني الملا صدرا في القرن السابع عشر.
أصبح البيلاف على مر السنين طبقا أساسيا في الشرق الأوسط وعبر القوقاز مع اختلافات وابتكارات من قبل الفرس والعرب والأتراك والأرمن.
خلال فترة الاتحاد السوفياتي، انتشرت الأكلة من آسيا الوسطى إلى جميع الجمهوريات السوفياتية، لتصبح جزءًا من المطبخ السوفياتي المشترك.

## التحضير
يفضل بعض الطهاة استخدام الأرز البسمتي لأنه من الأسهل تحضير طبق البيلاف حيث تظل الحبوب "خفيفة ورقيقة ومنفصلة" مع هذا النوع من الأرز. ومع ذلك، تُستخدم أيضًا أنواع أخرى من الأرز طويل الحبة. يُشطف الأرز جيدًا قبل الاستخدام لإزالة النشا السطحي. يمكن طهي البرياني في الماء أو المرق. تشمل الإضافات الشائعة البصل المقلي والتوابل العطرية مثل الهيل وأوراق الغار والقرفة.
يُحضَّر طبق البيلاف عادةً باللحوم أو الخضروات، ولكن يمكن أيضًا تحضيره سادةً، ويُطلق عليه في التركية اسم ساد بيلاف، وفي الفارسية اسم تشيلو، وفي العربية اسم رز مفلفل. وفي المناسبات الخاصة، قد يُستخدم الزعفران لإضفاء اللون الأصفر على الأرز. وغالبًا ما يُحضَّر طبق البيلاف بإضافة الأرز إلى الدهن الساخن وتحريكه لفترة وجيزة قبل إضافة سائل الطهي. وتختلف الدهون المستخدمة من وصفة إلى أخرى. وتختلف طرق الطهي فيما يتعلق بالتفاصيل مثل نقع الأرز مسبقًا والبخار بعد الغليان.

## الأصناف المحلية
هناك آلاف الأنواع المختلفة من البيلاف المصنوع من الأرز أو الحبوب الأخرى مثل البرغل. في آسيا الوسطى، هناك بلوف، وبولاو في شبه القارة الهندية، وأنواع مختلفة من تركمانستان وتركيا. بعضها يشمل مجموعات مختلفة من اللحوم أو الفواكه أو الخضروات، في حين أن البعض الآخر بسيط ويقدم سادة. المطبخ في آسيا الوسطى وجنوب آسيا والمطبخ التركي والمطبخ الإيراني والمطبخ الكاريبي هي بعض الأنواع التي تتميز بأساليب مميزة في صنع البيلاف.

### أفغانستان
في المطبخ الأفغاني، يُصنع كابولي بالاو (بالفارسية: کابلی پلو) عن طريق طهي الأرز البسمتي مع لحم الضأن أو لحم البقر أو الدجاج والزيت. يُطهى كابولي بلو في أطباق كبيرة ضحلة وسميكة. تُضاف شرائح الجزر المقلية والزبيب. يمكن أيضًا إضافة المكسرات المفرومة مثل الفستق أو الجوز أو اللوز. يُغطى اللحم بالأرز أو يُدفن في منتصف الطبق. يحظى أرز كابلي بالاو بالجزر والزبيب بشعبية كبيرة في المملكة العربية السعودية، حيث يُعرف باسم رز بخاري.

### أرمينيا
يستخدم الأرمن الكثير من البرغل ("القمح المتشقق") في أطباق البيلاف الخاصة بهم. قد تجمع الوصفات الأرمنية بين الشعيرية أو الشعيرية مع الأرز المطبوخ في مرق متبل بالنعناع والبقدونس والبهارات. تحضر أحد أطباق البيلاف الأرمنية التقليدية بنفس خليط الأرز والمعكرونة المطبوخ في مرق مع الزبيب واللوز والبهارات.

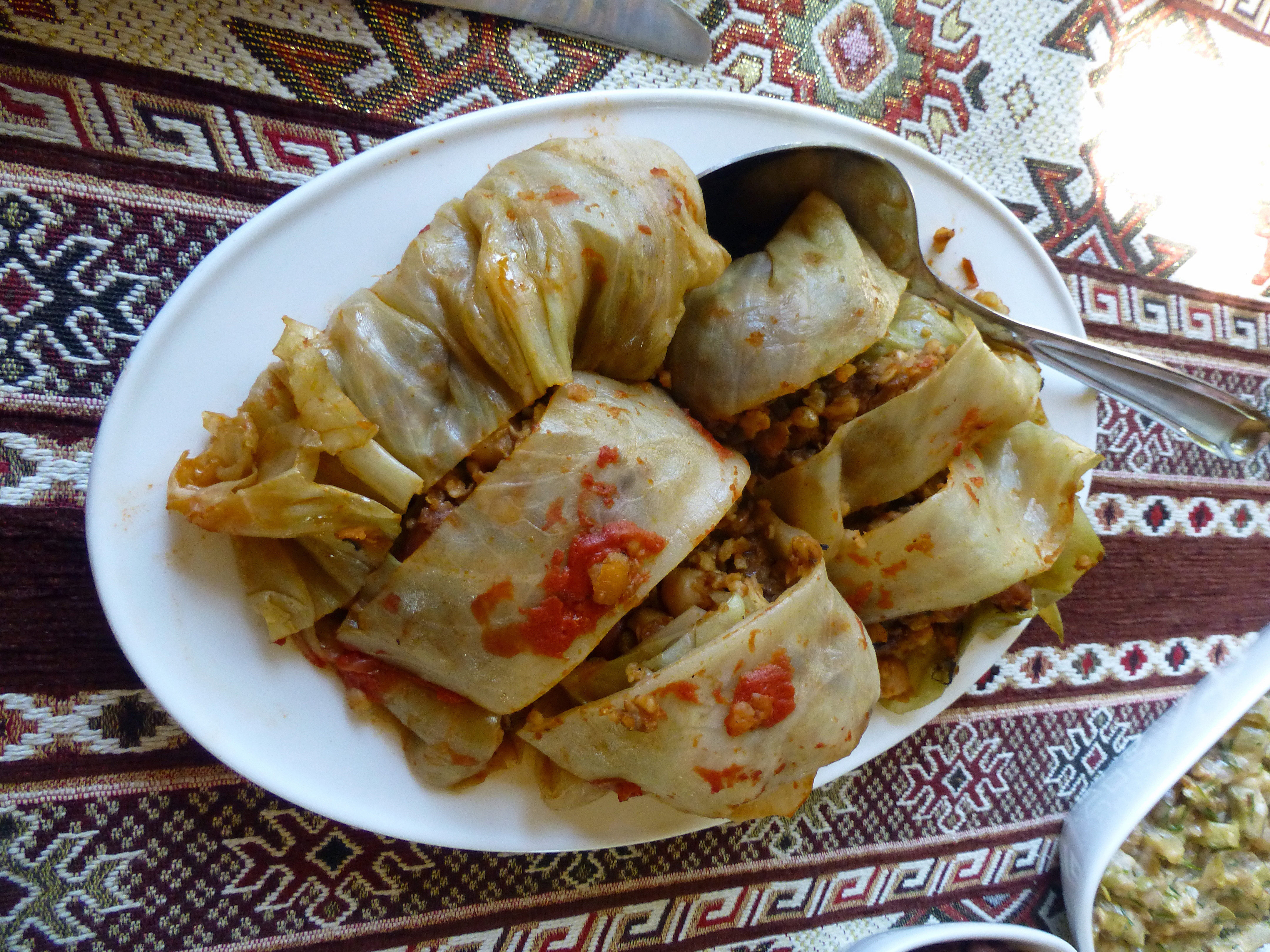
لفائف الملفوف الأرمنية المحشوة بالحمص والبرغل

تناولت روز بابويان أنواع الأرز الأرمنية في كتابها للطبخ الصادر عام 1964، والذي يتضمن وصفاتٍ لأنواعٍ مختلفة من أرز البيلاف، تعود معظمها إلى مسقط رأسها في عنتاب بتركيا. وتوصي بابويان بقلي المعكرونة أولاً في دهن الدجاج قبل إضافتها إلى البيلاف. ويوصي كتاب طبخ أرمني آخر من تأليف فاجيناج بوراد بتسخين دهن الدواجن في الفرن مع الفلفل الأحمر حتى يتحول لون خليط الدهن إلى الأحمر قبل استخدام الدهن المصفى لتحضير البيلاف.
لابا كلمة أرمنية لها عدة معاني، منها "أرز مسلوق مائي، حساء أرز سميك، عصيدة" وكلمة ليبي التي تشير إلى أطباق أرز مختلفة تختلف باختلاف المنطقة. يصف أنترانيك أزديريان البيلاف الأرمني بأنه "طبق يشبه العصيدة".

### أذريبيجان
يضم المطبخ الأذربيجاني أكثر من 40 وصفة مختلفة لطبق بلوف. ومن أشهر الأطباق طبق بلوف المصنوع من الأرز المغطى بالزعفران، والذي يُقدم مع أعشاب وخضراوات متنوعة، وهو مزيج مميز من طبق بلوف الأوزبكي. يتكون طبق بلوف الأذربيجاني التقليدي من ثلاثة مكونات مميزة، تُقدم في آن واحد ولكن على أطباق منفصلة: الأرز (دافئ، غير ساخن أبدًا)، والغارا (قطع لحم بقري أو دجاج مقلية مع البصل والكستناء والفواكه المجففة تُحضر كمرافقة للأرز)، والأعشاب العطرية. تُضاف الغارا إلى الأرز عند تناول بلوف، ولكن لا تُخلط أبدًا مع الأرز والمكونات الأخرى. يُطلق على البيلاف عادةً اسم "آش" في المطبخ الأذربيجاني.

أمثلة على أرز بيلاف من أذربيجان
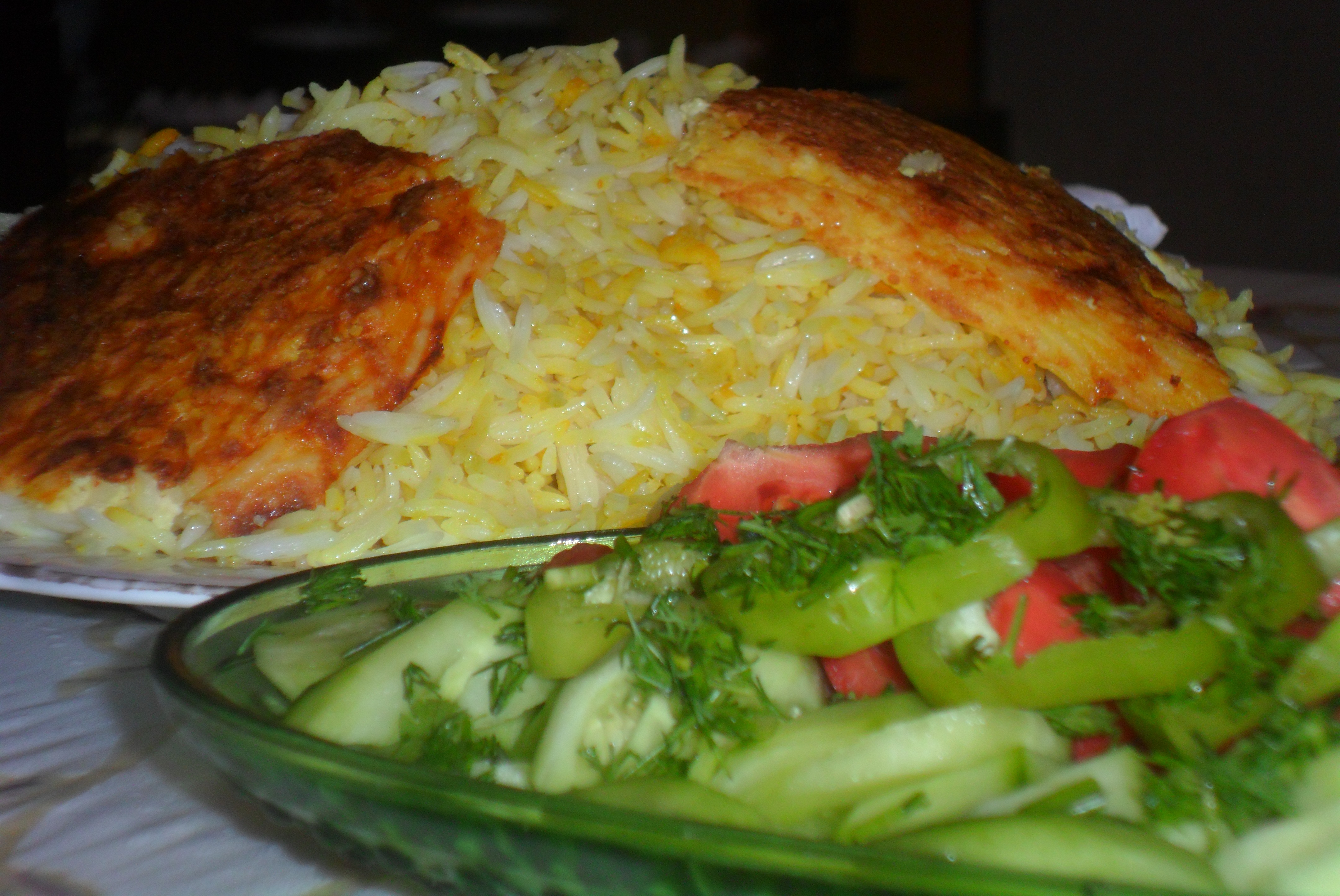
بلوف أذربيجاني مع قزمق (نفس التهدج الفارسي)، يقدم مع سلطة شوبان
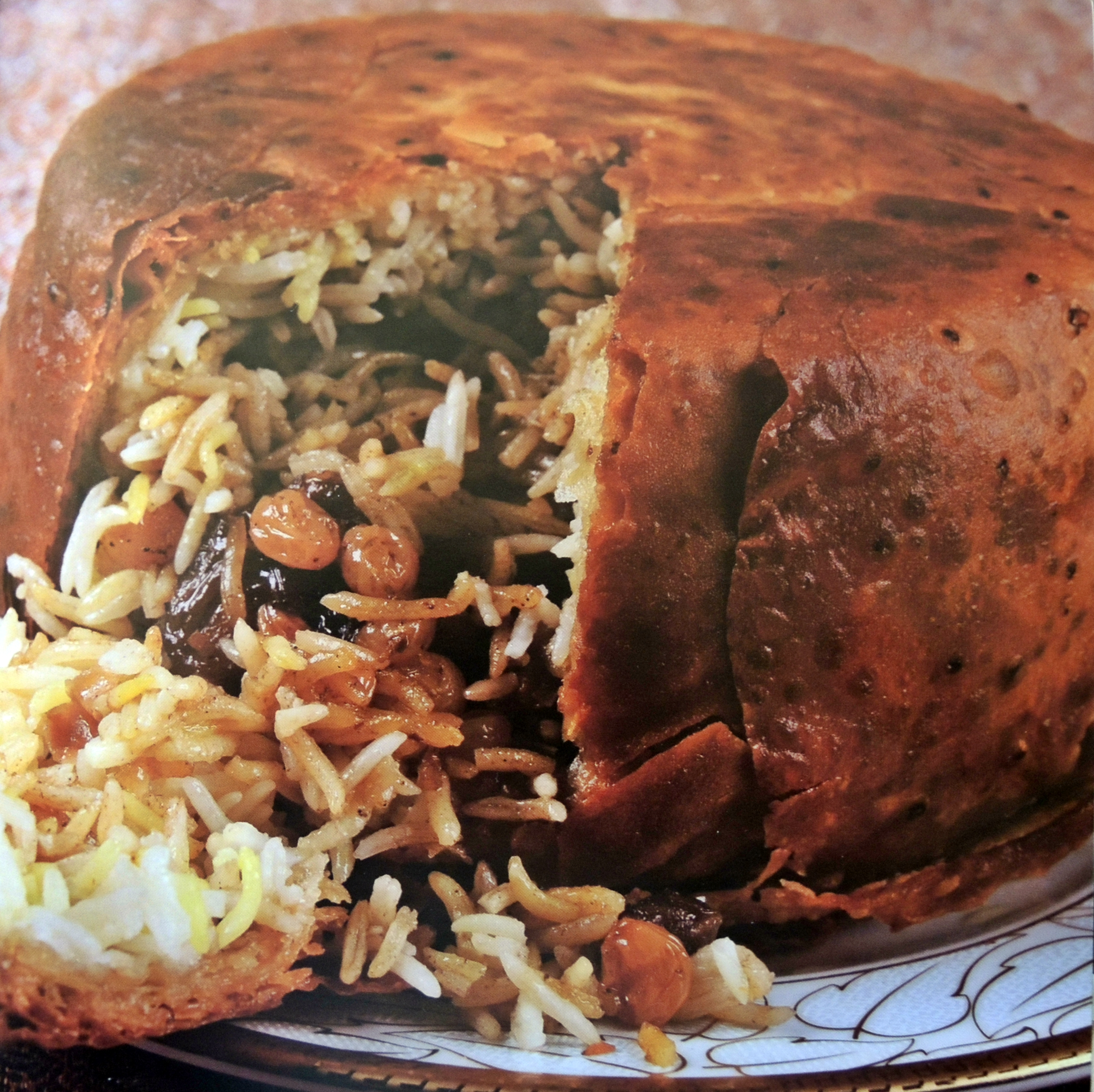
شاه بيلاف الأذربيجاني

### آسيا الوسطى
آسيا الوسطى، على سبيل المثال الأوزبكية والقيرغيزية والطاجيكية (الأوزبكية: أوش، بالوف، القيرغيزية: أش، بالو، الطاجيكية: بالوف). الكازاخستانية والتركمانية والكاراكالباكية (الكازاخية: بالو، بالاو) أو الأوش تختلف عن غيرها من الاستعدادات في أن الأرز لا يُطهى على البخار، ولكن يُطهى على نار هادئة في حساء غني من اللحوم والخضروات يسمى زيرفاك (зирвак)، حتى يمتص الأرز كل السائل. وعادةً ما تحقق درجة محدودة من التبخير عن طريق تغطية القدر. وعادةً ما يُطهى في قزان (أو ديغي) على نار مفتوحة. يتضمن تقليد الطهي العديد من الاختلافات الإقليمية والعرضية. عادةً ما يحضر بلحم الضأن أو البقر، ويُحمر في دهن الضأن أو الزيت، ثم يُطهى مع البصل المقلي والثوم والجزر. يُعدّ طبق بالوف الدجاج نادرًا، ولكنه موجود في الوصفات التقليدية التي نشأت في بخارى. تستخدم بعض الأصناف المحلية أنواعًا مختلفة من الزيت لطهي اللحم. على سبيل المثال، يُستخدم عادةً زيت الزقير في طبق بلوف سمرقند، وهو مزيج من زيوت بذور البطيخ، وبذور القطن، وبذور السمسم، وبذور الكتان. عادةً ما يُتبّل البلوف بالملح والفلفل والكمون، ولكن يمكن إضافة الكزبرة، أو البرباريس، أو الفلفل الأحمر، أو القطيفة حسب الاختلاف المحلي أو حسب ذوق الطاهي. أحيانًا تُدفن رؤوس الثوم والحمص في الأرز أثناء الطهي. وتُحضّر أصناف حلوة من المشمش المجفف، والتوت البري، والزبيب في المناسبات الخاصة.

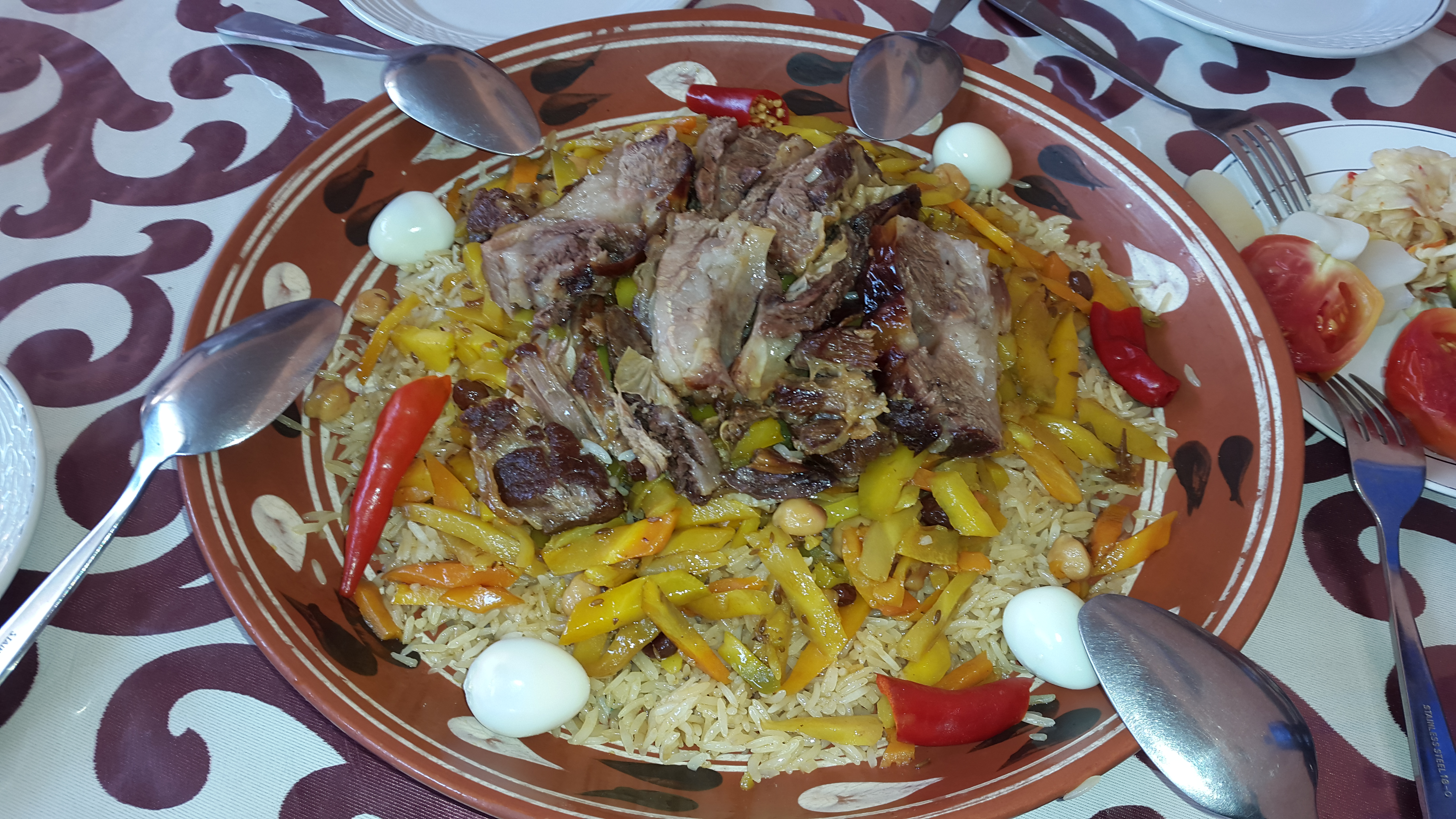
بيلاف سمرقند مطبوخ بزيت بذر الكتان

على الرغم من أن البلوف يُحضّر غالبًا في المنزل، إلا أنه يُحضّر في المناسبات الخاصة على يد أوشباز أو أشبوز (طاهي أوش/أش رئيسي)، حيث يُطهى على نار مكشوفة، ويُقدّم أحيانًا لما يصل إلى ألف شخص من مرجل واحد في الأعياد أو المناسبات مثل حفلات الزفاف. يُقدّم أوشي ناهور، أو "بالوف الصباحي"، في الصباح الباكر (بين الساعة السادسة والتاسعة صباحًا) للتجمعات الكبيرة من الضيوف، عادةً كجزء من حفل زفاف قائم.

يُقدّم بلوف على الطريقة الأوزبكية في دول ما بعد الاتحاد السوفيتي ومنطقة شينجيانغ الأويغورية ذاتية الحكم في الصين. في شينجيانغ، حيث يُعرف الطبق باسم بولو، يُقدّم عادةً مع الخضراوات المخللة، بما في ذلك الجزر والبصل والطماطم.

أمثلة على أرز بيلاف من آسيا الوسطى
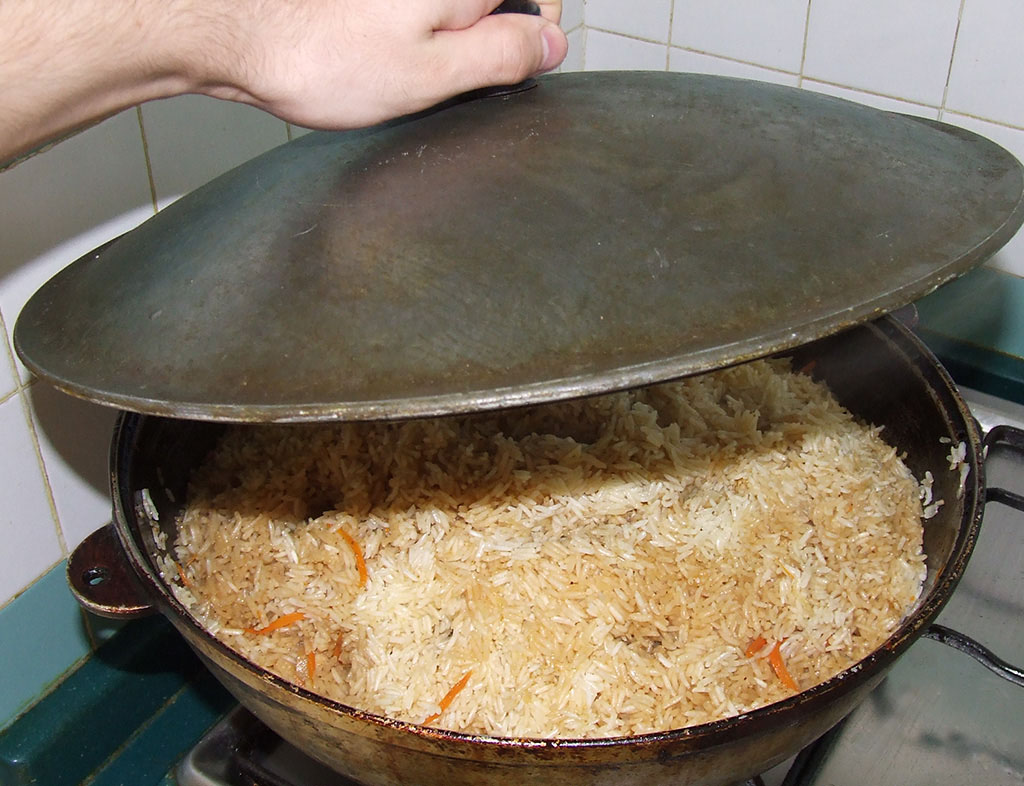
تحضير بلوف أوزبكي في قزان في منزل بطشقند
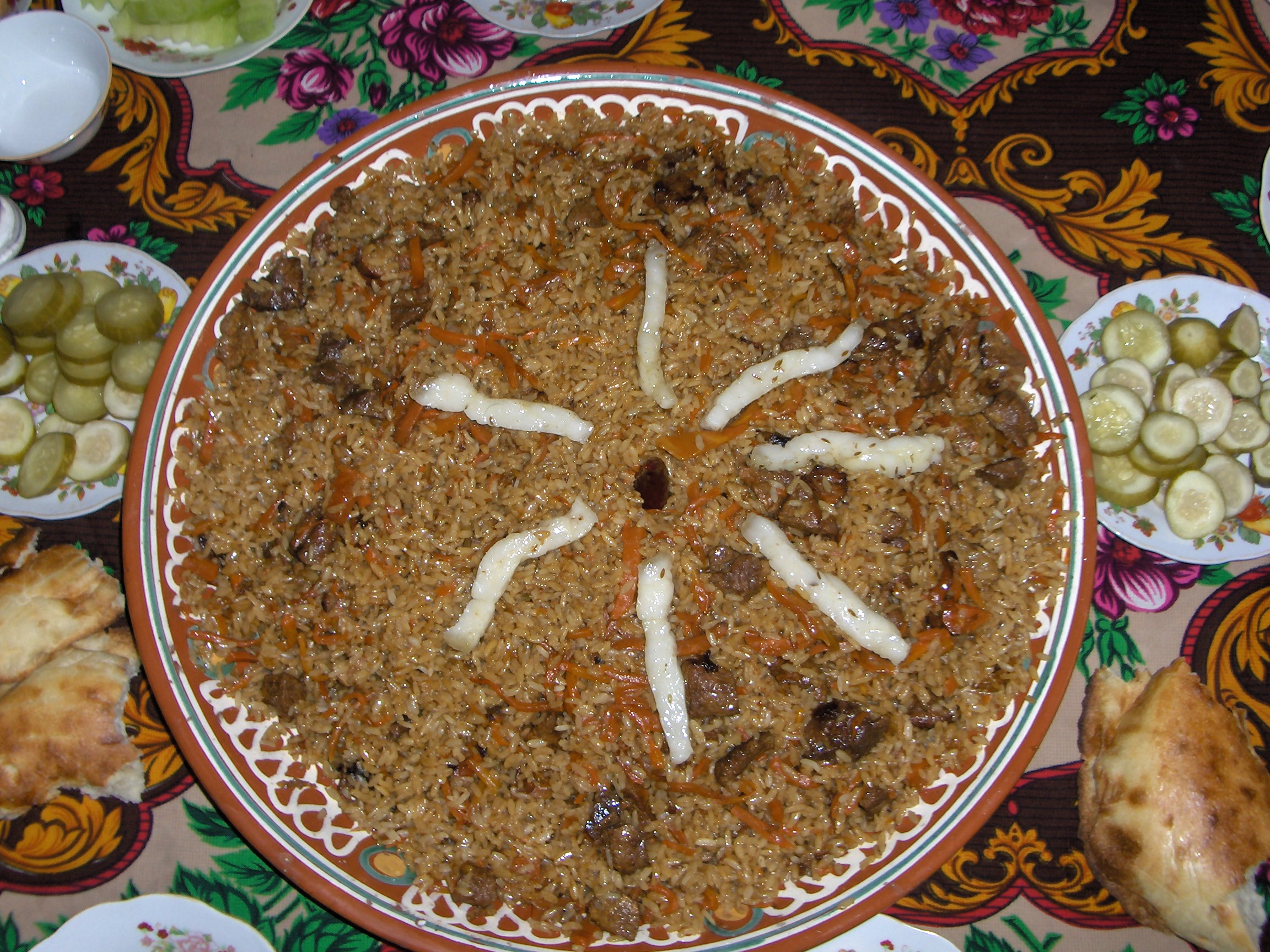
أوش بالوف، طبق أساسي في المطبخ اليهودي الأوزبكي والطاجيكي والبخاري
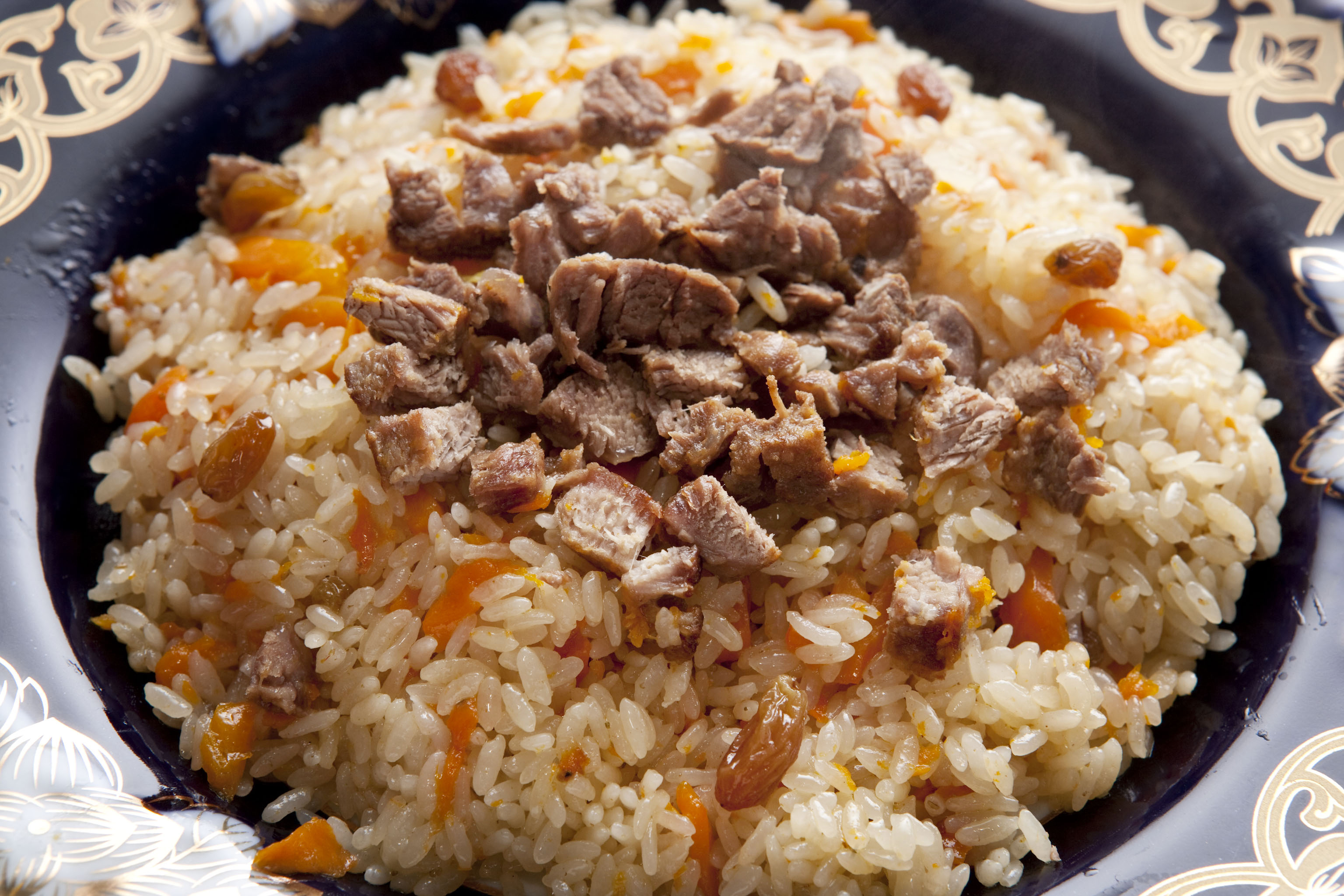
البولو الأويغور
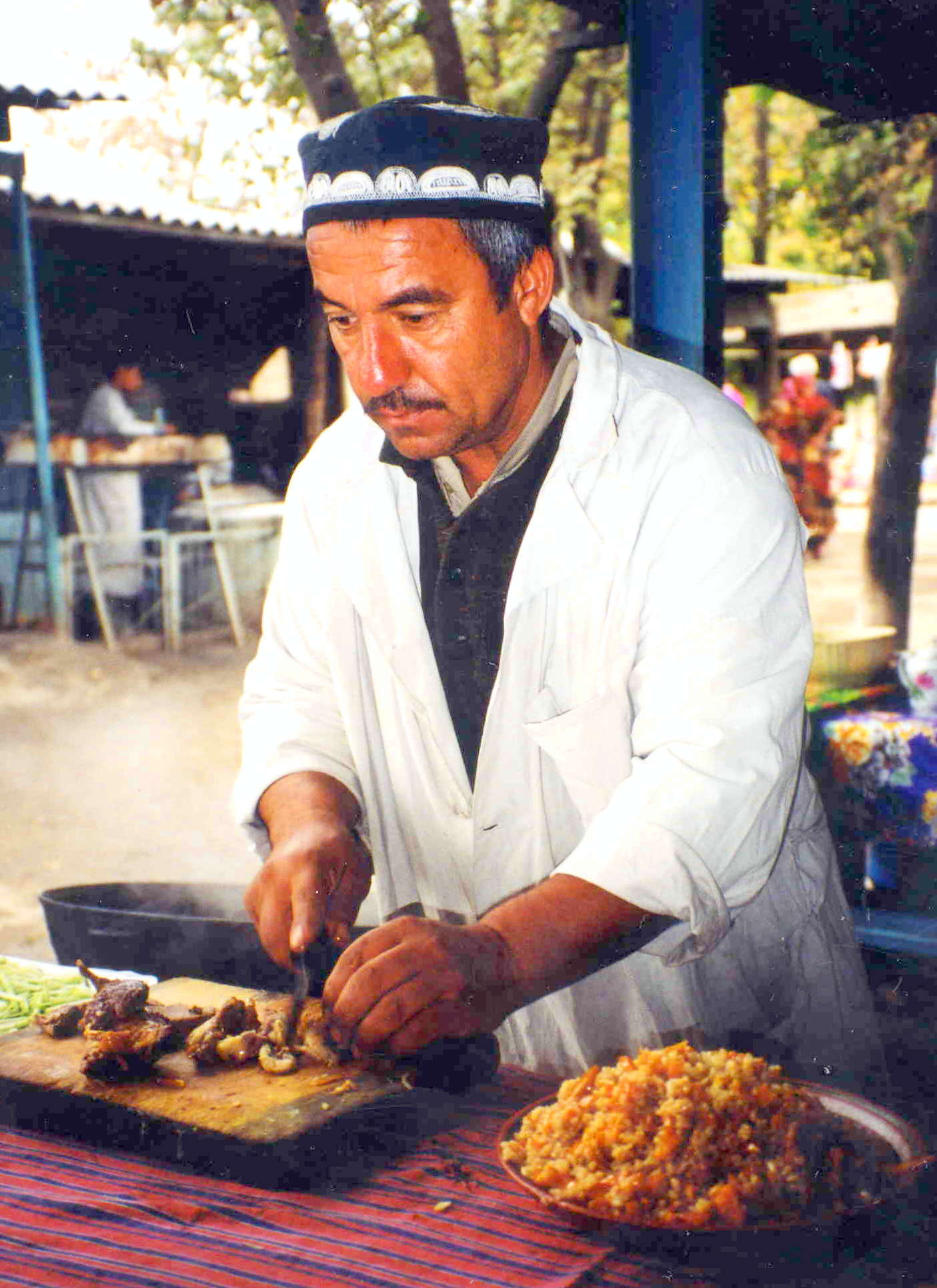
طاجيك أوشباز